# Rivaroxaban
Rivaroxaban is een anticoagulans dat ingrijpt in de bloedstolling door het reversibel remmen van factor Xa. Rivaroxaban behoort tot de directe orale anticoagulantia: een groep van modernere anticoagulantia waarbij er in tegenstelling tot de klassieke anticoagulantia geen bloed geprikt hoeft te worden. De werking van rivaroxaban kan direct gecoupeerd worden door andexanet alfa.

## Indicaties
Het werd door de firma Bayer onder de naam Xarelto® in de handel gebracht als omhulde tablet van 10 mg.
Het middel werd in Europa aanvankelijk geregistreerd ter voorkoming van veneuze trombo-embolie bij volwassen patiënten die een heup- of knieprothese krijgen in een dosering van 10 mg eenmaal per dag.
Op 30 september 2011 heeft het CHMP een positief advies uitgebracht aan EMEA inzake Xarelto (rivaroxaban) voor twee nieuwe indicaties. Op 20 januari 2012 zijn deze twee nieuwe indicaties definitief goedgekeurd. Daarbij zijn twee nieuwe tabletsterktes in de handel gebracht van 15 en 20 mg. Huidige indicaties zijn:
- Preventie van veneuze trombo-embolische complicaties na een heup- of knie operatie. De dosering is dan 10 mg eenmaal daags.
- Behandeling van diepe veneuze trombose DVT en preventie van recidiverende DVT en longembolie na acute DVT bij volwassenen. De dosering is dan drie weken tweemaal daags 15 mg, gevolgd door eenmaal daags 20 mg.
- Preventie van beroerte en systemische embolie bij volwassen patiënten met niet-valvulaire atriumfibrilleren met een of meer risicofactoren, zoals congestief hartfalen, hypertensie, leeftijd ≥ 75 jaar, diabetes mellitus, voorafgaande beroerte of TIA. De gebruikelijke dosering is dan eenmaal daags 20 mg.[6][7]

Volgens de laatste richtlijnen van de European Society of Cardiology zijn rivaroxaban dan wel dabigatran bij boezemfibrilleren nu  middelen van eerste keus bij de preventie van trombo-embolische complicaties bij boezemfibrilleren, en dus niet meer vitamine-K-antagonisten zoals acenocoumarol.
Bij nierfunctiestoringen moet de dosering worden aangepast aan de hand van de creatinineklaring, bij een klaring onder  de 15ml/min wordt gebruik ontraden.

## Vergoeding in Nederland
Rivaroxaban wordt alleen vergoed voor bovenvermelde indicaties, en alleen bij mensen boven de 18 jaar omdat onvoldoende gegevens bekend zijn over de veiligheid van het middel bij kinderen. Bovendien wordt rivaroxaban alleen vergoed als het wordt voorgeschreven in de tweede lijn.

## Kinetische gegevens
De biologische beschikbaarheid is 80–100%. Na inname wordt de maximale bloedplasmaspiegel na 2 tot 4 uur bereikt. Het middel wordt voor 2/3 via de urine en 1/3 via de ontlasting uitgescheiden.
De halveringstijd is 7–11 uur.

## Contra-indicaties
- bloedingen
- bepaalde leveraandoeningen gepaard gaande met stoornis in de bloedstolling.
- een transkatheter-aortaklepvervanging (TAVR). [12]

## Zwangerschapenborstvoeding
Bij zwangerschap dient dit middel niet te worden gebruikt. Vruchtbare vrouwen dienen zwangerschap te voorkomen tijdens de behandeling met rivaroxaban.
Rivaroxaban gaat bij dieren over in de moedermelk, overgang in moedermelk bij de mens is onbekend; het gebruik is gecontraindiceerd tijdens het geven van borstvoeding.

## Interacties
Rivaroxaban is een substraat voor P-glycoproteïne. Gelijktijdige toediening van geneesmiddelen die sterke remmers zijn van zowel het cytochroom P450 enzym CYP3A4 als van P-glycoproteïne (ketoconazol, itraconazol, voriconazol, posaconazol, hiv-proteaseremmers) wordt niet aanbevolen in verband met een mogelijk belangrijke stijging van de plasmaconcentratie van rivaroxaban.
Gelijktijdig gebruik van rivaroxaban met sterke CYP3A4-inductoren (bv. rifampicine, fenytoïne, carbamazepine, fenobarbital of sint-janskruid) kan juist leiden tot lagere plasmaconcentraties van rivaroxaban.
Vanwege het vergrote risico van bloedingen is voorzichtigheid geboden bij het gelijktijdig behandelen van patiënten met andere anticoagulantia, NSAID's en plaatjesaggregatieremmers.

## Overdosering
Een specifieke antistof is nog niet beschikbaar. De klassieke middelen, de coumarinederivaten, kunnen worden gecoupeerd door vitamine k. In een vergelijkend onderzoek tussen rivaroxaban en dabigatran bij overdosering, bleek rivaroxaban wel en dabigatran niet te worden geremd door Vierstollingsfactorenconcentraat (Cofact), zodat dit middel nieuwe aanknopingspunten biedt. Het onderzoek werd uitgevoerd bij gezonde vrijwilligers, die een overdosering kregen, en zegt nog onvoldoende voor translatie naar de klinische praktijk. Doordat de stof zich in het bloed sterk aan eiwitten bindt,92 tot 95%, is rivaroxaban niet dialyseerbaar.

## Waarschuwingen en voorzorgen
- Bij vergroot risico van bloedingen is controle noodzakelijk op tekenen van complicaties door bloedingen. Grote voorzichtigheid is geboden bij ziekten en aandoeningen met een toegenomen bloedingsneiging.
- Bij patiënten met ernstig nierfalen (creatinineklaring < 30 ml/min) kunnen de plasmaconcentraties van rivaroxaban significant zijn verhoogd, wat kan leiden tot een groter risico van bloedingen.
- Rivaroxaban kan met voorzichtigheid gebruikt worden bij patiënten met bepaalde leveraandoeningen.
- Patiënten moeten worden gecontroleerd op tekenen en symptomen van een neurologische beschadiging.
- Rivaroxaban wordt niet aanbevolen voor gebruik bij kinderen of adolescenten < 18 jaar vanwege een gebrek aan gegevens over veiligheid en werkzaamheid.
- Rivaroxaban heeft een kleine invloed op de rijvaardigheid en op het vermogen om machines te bedienen. Bijwerkingen als syncope en duizeligheid zijn vaak gemeld. Patiënten die deze bijwerkingen ervaren mogen niet rijden en geen machines bedienen.